# Gélose Tinsdale

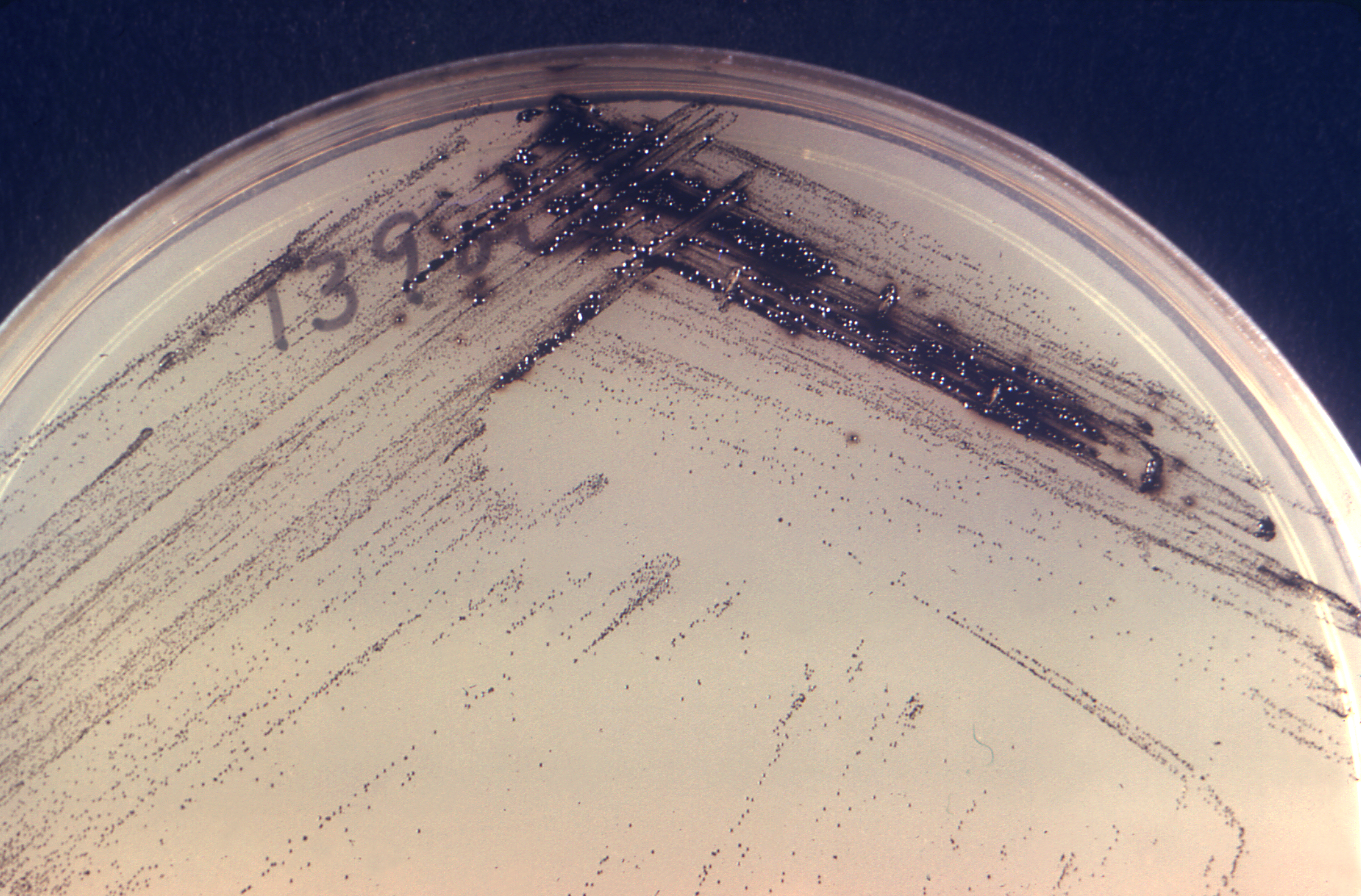
Prélèvement de gorge sur gélose Tinsdale : les colonies noires sont tellurite +, celles entourées d'un halo brun-noir sont de plus cystinase +

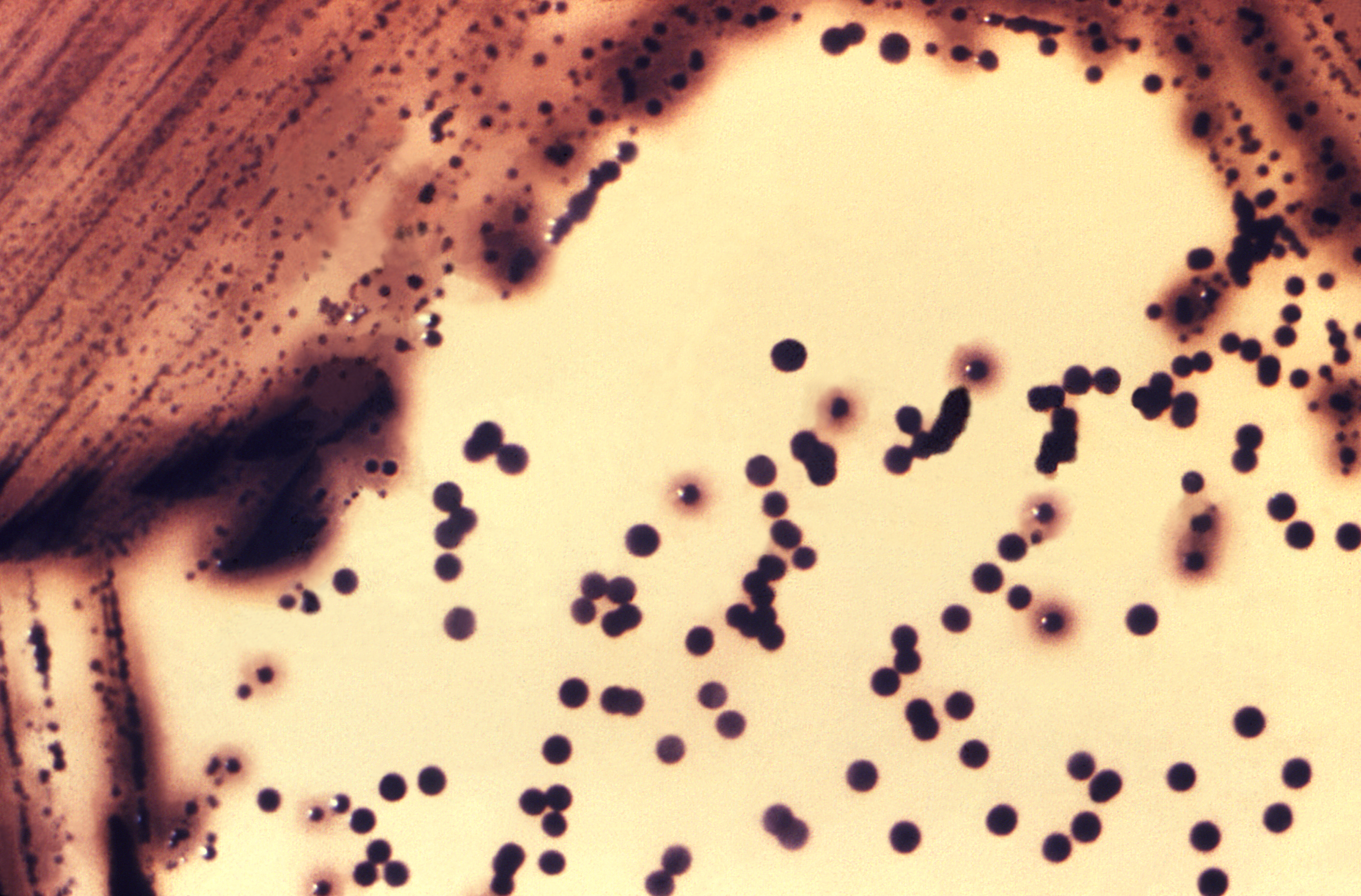
Culture de Corynebacterium spp. sur gélose Tinsdale : le colonies noires entourées d'un halo brun-noir (tellurite + et cystinase +) ont l'aspect typique de C. diphtheriae, C. ulcerans ou C. pseudotuberculosis

La gélose Tinsdale est un milieu de culture enrichi, sélectif et différentiel employé en microbiologie pour l'isolement et l'identification de la bactérie pathogène Corynebacterium diphtheriae responsable de la diphtérie. Décrit en 1947 par G.F.W. Tinsdale pour faciliter l'identification de C. diphtheriae dans les prélèvements cliniques, sa composition est ensuite simplifiée pour n'inclure que des ingrédients facilement disponibles aux États-Unis. Il fait partie des milieux cités par l'OMS pour le diagnostic biologique de la diphtérie.

## Principe
La base nutritive, riche, se compose d'un mélange de peptone et d'extrait de levure supplémenté de sérum sanguin animal (en remplacement du sang laqué, c'est-à-dire hémolysé, utilisé dans la formule originale de Tinsdale).
Comme dans la gélose Hoyle, le tellurite de potassium (en) a la double fonction d'inhibiteur et d'indicateur. C'est un inhibiteur à très large spectre qui s'oppose à la croissance de la plupart des bactéries commensales des voies aérodigestives supérieures, où sont réalisés les prélèvements. En tant qu'indicateur, il intervient de deux manières dans le fonctionnement différentiel de la gélose Tinsdale :
- d'une part en étant réduit en tellure métallique par certains micro-organismes dont les colonies prennent alors une coloration gris-noir ;
- d'autre part en permettant la lecture de l'activité cystinase caractéristique de C. diphtheriae (mais aussi présente chez d'autres Corynébactéries) : sous l'effet de cette enzyme, dans un environnement réducteur créé par du thiosulfate de sodium, la L-cystine est décomposée avec formation de sulfure d'hydrogène qui réagit à son tour avec le tellurite, formant un halo brun autour des colonies[1].

Le chlorure de sodium augmente la pression osmotique au sein du milieu. L'agar est l'agent gélifiant.

## Lecture
Les bactéries capables de croître sur ce milieu sont celles qui ne sont pas inhibées par le tellurite de potassium à la concentration utilisée (0,35 g/L). 
L'aspect des colonies sur gélose Tinsdale reflète à la fois leur aptitude à réduire l'ion tellurite en tellure métallique et leur activité cystinase :
- les colonies qui réduisent le tellurite (colonies « tellurite + ») sont de couleur gris-noir tandis que les autres colonies (« tellurite – ») sont incolores ;
- les colonies qui présentent une activité cystinase (colonies « cystinase + ») sont cernées d'un halo brun tandis que les autres colonies (« cystinase – ») ne modifient pas l'aspect du milieu adjacent.

## Composition
Pour 1100 mL de milieu :
- peptone (Proteose peptone ou autre) : 20 g
- extrait de levure : 5 g
- chlorure de sodium : 5 g
- L-cystine : 240 mg
- 100 mL d'un supplément composé de :
  - sérum de sang animal : 100 mL
  - thiosulfate de sodium : 430 mg
  - tellurite de potassium : 350 mg
- agar : 15 g

Ajuster le pH à 7,4 ± 0,2 à 25°C (après autoclavage).

## Préparation
Les ingrédients thermostables (tous à l'exception du supplément) sont dissous dans 1000 mL d'eau distillée et le mélange est stérilisé à l'autoclave (15 min à 121°C). Le supplément, thermolabile, est préparé séparément et stérilisé par filtration puis ajouté au mélange autoclavé refroidi à 50 – 55°C. La mixture homogénéisée est répartie dans des contenants stériles.